# Monument aux morts de Baie-Mahault
Le monument aux morts de Baie-Mahault est un cénotaphe situé dans la commune de Baie-Mahault en Guadeloupe, sur la place Childéric-Trinqueur. Il a été érigé en 1935 en mémoire des soldats morts lors des combats de la Première Guerre mondiale et est inscrit aux monuments historiques en 2018.

## Histoire
Le monument aux morts est une commande de la commune, vers 1933, à l'architecte Edmond Mercier, un disciple d'Ali Tur (qui a réalise la reconstruction de l'église Saint-Jean-Baptiste et de la mairie de la ville en 1931), pour les soldats morts durant la Première Guerre mondiale. Son coût est alors de 50 000 FRF (44 770,5 EUR2023). Il est inauguré le 12 janvier 1936 près de la place de la Mairie,.
Il est inscrit au titre des monuments historiques par arrêté du 24 avril 2018.
En novembre et décembre 2018, à l'occasion des célébrations du centenaire de l'Armistice, une exposition a lieu à Baie-Mahault et à Petit-Canal pour mettre en valeur les deux cénotaphes et en particulier l'œuvre du sculpteur Émile André Leroy (1899-1953) qui à Baie-Mahault avec la représentation d'un solfat noir met en lumière la participation des Guadeloupéens à la Grande Guerre.

## Description
Le monument est placé au sein d'un petit jardin clôturé. Il est constitué d'une haute stèle centrale, encadrée par deux murets bas, à laquelle une volée de marches donne accès. La stèle porte une croix pattée et l'inscription « À nos morts 1914–1918 ».
Le monument arbore une sculpture de 2,15 m de hauteur en galvano-bronze, œuvre d'Émile André Leroy (qui réalise également celle, apparentée, du monument de Petit-Canal), représentant un soldat noir des troupes coloniales des Poilus d'Outre-mer (POM) – ce qui est très rare pour cette époque, même aux Antilles – au garde-à-vous, casqué (avec une ancre de la Marine) et portant une écharpe. Le modèle de la statue a été le soldat Rameaux Paul Pindi.